# Johannes Joos
Johannes Joos (Bietigheim-Bissingen, 11 gennaio 1995) è un cestista tedesco.